# Листерферда
Листерферда (њем. Listerfehrda) општина је у њемачкој савезној држави Саксонија-Анхалт. Једно је од 39 општинских средишта округа Витенберг. Према процјени из 2010. у општини је живјело 341 становника. Посједује регионалну шифру (AGS) 15091205.

## Географски и демографски подаци
Листерферда се налази у савезној држави Саксонија-Анхалт у округу Витенберг. Општина се налази на надморској висини од 69 метара. Површина општине износи 6,6 km². У самом мјесту је, према процјени из 2010. године, живјело 341 становника. Просјечна густина становништва износи 52 становника/km².